# Jonathan Bailey
Jonathan Bailey (Wallingford, 25 april 1988) is een Brits acteur.

## Biografie
Bailey werd geboren in Wallingford als jongste in een gezin van vier kinderen. Hij besloot op vijfjarige leeftijd bij het zien van de musical Oliver! dat hij acteur wilde worden.
Bailey begon in 1997 met acteren in de miniserie Bramwell, waarna hij nog meerdere rollen speelde in televisieseries en films. Hij is het meest bekend van zijn rol als Oliver 'Olly' Stevens in de televisieserie Broadchurch waar hij in 16 afleveringen speelde (2013-2015).
Hij is openlijk homo.

## Filmografie

### Films
Uitgezonderd korte films.
- 2025: Jurassic World Rebirth - als Dr. Henry Loomis
- 2024: Wicked - als Fiyero Tigelaar
- 2024: Comic Relief: Funny for Money - als Harry Clark
- 2024: The Traitors: The Movie - als Harry
- 2021: Best Birthday Ever - als pastoor
- 2017: The Mercy - als Ian Wheeler
- 2016: The Young Messiah - als Herod
- 2014: Testament of Youth - als Geoffrey Thurlow
- 2013: National Theatre Live: 50 Years on Stage - als Cassio
- 2013: National Theatre Live: Othello - als Cassio
- 2007: St. Trinian's - als pupil van Bedales
- 2007: Permanent Vacation - als Max Bury
- 2007: Elizabeth: The Golden Age - als hoveling
- 2005: Walk Away and I Stumble - als Justin
- 2004: Five Children and It - als Cyril
- 2003: Ferrari - als Alfredo Ferrari
- 1998: Alice Through the Looking Glass - als Lewis
- 1997: Bright Hair - als Ben Devenish

### Televisieseries
Uitgezonderd eenmalige gastrollen.
- 2020-2024: Bridgerton - als Lord Anthony Bridgerton - 17 afl.
- 2023: Fellow Travelers - als Tim Laughlin - 8 afl.
- 2021: Hot White Heist - als Eddie - 6 afl.
- 2018: Jack Ryan - als Lance Miller - 3 afl.
- 2014-2017: W1A - als Jack Patterson - 14 afl.
- 2016: Hooten & the Lady - als Edward - 5 afl.
- 2016: Crashing - als Sam - 6 afl.
- 2013-2015: Broadchurch - als Oliver 'Olly' Stevens - 16 afl.
- 2011-2012: Leonardo - als Leonardo - 26 afl.
- 2012: Me and Mrs Jones - als Alfie - 6 afl.
- 2012: Groove High - als Tom - 26 afl.
- 2011: Campus - als Flatpack - 6 afl.
- 2009: Off the Hook - als Danny Gordon - 7 afl.
- 2001: Baddiel's Syndrome - als Josh - 12 afl.

### Computerspellen
- 2024: Final Fantasy XIV: Dawntrail - als G'raha Tia
- 2021: Final Fantasy XIV: Endwalker - als G'raha Tia / Growingway
- 2019: Final Fantasy XIV: Shadowbringers - als Crystal Exarch
- 2019: Anthem - als Gunther
- 2015: Everybody's Gone to the Rapture - als Rhys Shipley
- 2014: Forza Horizon 2 - als Dan Williams

- International Standard Name Identifier: 0000 0001 3382 4020
- Library of Congress Control Number: no2016088080
- MusicBrainz: 47bdba22-8562-41f2-b307-b9c79db3b6dc
- Nationale Bibliotheek van Israël: 987011827726805171
- Virtual International Authority File: 304146822407307382428
- WorldCat: E39PBJgCHjFKvCjX8kjktxXjmd